# Buck Brannaman

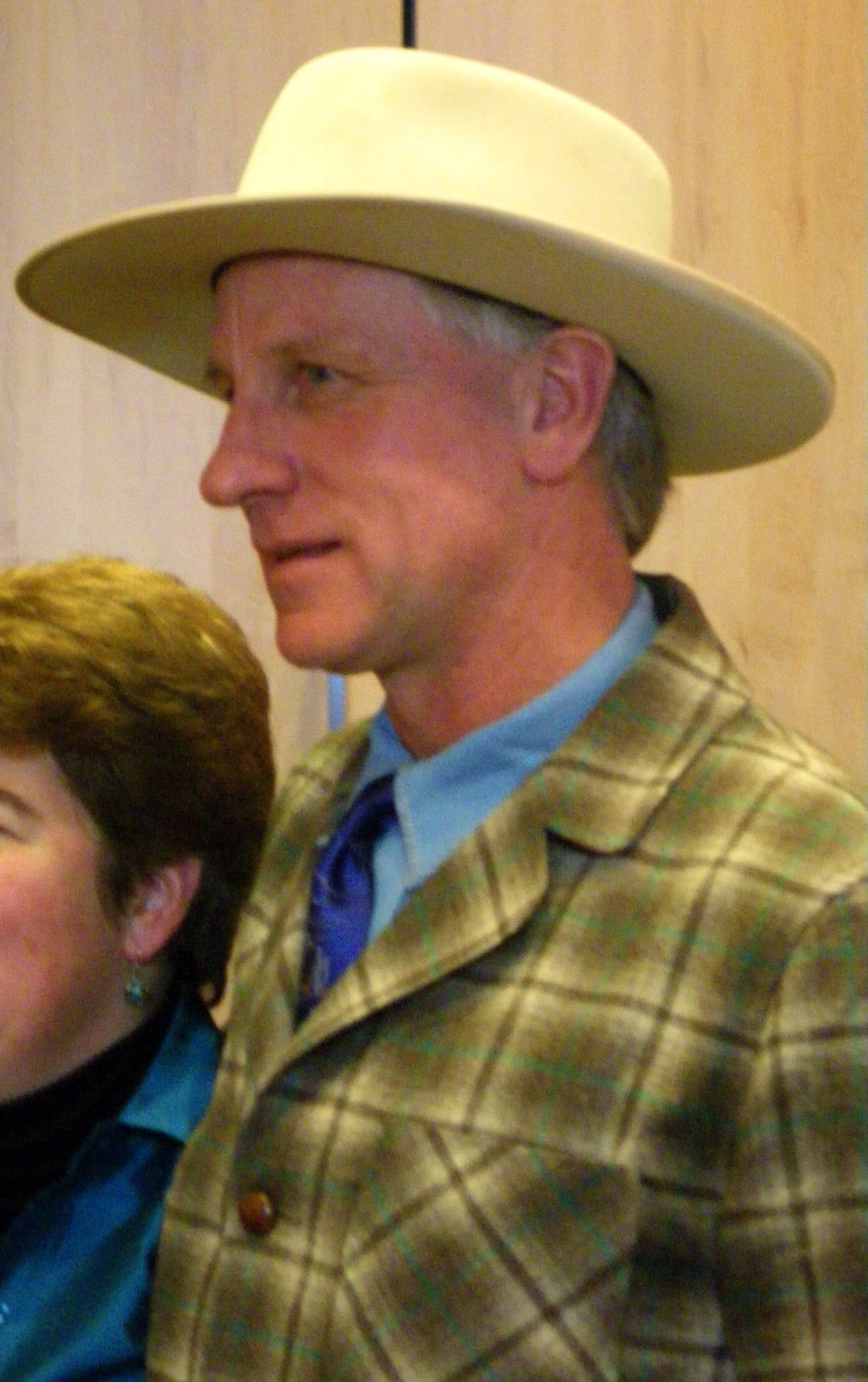
Buck Brannaman beim Sundance Film Festival 2011

Dan M. „Buck“ Brannaman (* 29. Januar 1962 in Sheboygan, Wisconsin) ist ein US-amerikanischer Pferdetrainer und einer der führenden Pferdeflüsterer. Eins seiner Hauptziele ist es, ein Umfeld für Pferde zu schaffen, in dem sich die Tiere in Anwesenheit von Menschen sicher fühlen, sodass sich Pferd und Reiter in eine Symbiose begeben können.
Brannaman wurde in Wisconsin geboren und wuchs in Montana und Idaho auf. Viele Jahre war er Schüler von Ray Hunt, einem der ersten Pferdeflüsterer. Beeinflusst wurde er auch von Tom und Bill Dorrance. Heute schult er Reiter in der ganzen Welt.

## Filme
Brannaman hatte einen großen Anteil an dem Film Der Pferdeflüsterer von Robert Redford. Die Figur Tom Booker in dem zugrunde liegenden Roman Der Pferdeflüsterer von Nicholas Evans ist nach ihm gestaltet.
Bei der Entstehung des Films war er der leitende Berater bei den Aufnahmen mit Pferden und doubelte teilweise den Hauptdarsteller Robert Redford.
2011 drehte Cindy Meehl mit Brannaman den Dokumentarfilm Buck – Der wahre Pferdeflüsterer (Buck), in dem auch Redford mitwirkt.

## Bücher von und über Buck Brannaman
- Buck Brannaman: Groundwork: The First Impression. Rancho Deluxe Design 1997, ISBN 0-9657657-0-9
- A. J. Mangum: Ranch Roping with Buck Brannaman: A Practical Guide to Traditional Roping. Western Horseman Books 2002. ISBN 0-911647-54-6
- Buck Brannaman (mit William Reynolds): The Faraway Horses. Lyons Press 2001.  ISBN 1-58574-352-6
  - Pferde, mein Leben: Vom Lasso-Künstler zum Pferdeflüsterer. Stuttgart: Kosmos 2008, ISBN 978-3-440-11556-5
- Buck Brannaman und William Reynolds: Believe: A Horseman's Journey. Lyons Press 2006. ISBN 1-59228-899-5
  - Vertraue dem Pferd: Auf den Spuren des Pferdeflüsterers. Stuttgart: Kosmos 2011. ISBN 978-3-440-11983-9

Buck Brannaman und William Reynolds: Buck Brannaman: Horseman aus Leidenschaft. Stuttgart: Kosmos 2013. ISBN 978-3-440-13709-3